# Shin Young-suk
Shin Young-Suk (17 de dezembro de 1964), é um ex-handebolista sul-coreano, medalhista de prata nas Olimpíadas de 1988.
Shin Young-Suk jogou seis partidas anotando 9 gols